# Gianfranco De Luca
Gianfranco De Luca (n. Atri, Provincia de Teramo, Abruzos, Italia, 11 de septiembre de 1949) es un obispo católico italiano.
Durante su juventud realizó tanto sus estudios secundarios como los eclesiásticos en el Seminario de Penne, en el Seminario Diocesano de Teramo y en el Pontificio Seminario Regional de Molise-Abruzos, situado en la ciudad de Chieti.
Finalmente fue ordenado sacerdote el día 25 de agosto de 1974, para la Diócesis de Teramo-Atri, por el entonces obispo "Monseñor" Abele Conigli(†).
Ese mismo año tras su ordenación, inició su ministerio sacerdotal como Pastor del municipio de Tossicia.
Luego sucesivamente fue a partir de 1981 Capellán del Centro Penitenciario Casa Circondariale de Teramo, en 1982 fue Pastor de las Parroquias de S.Giorgio a San Giorgio di Crognaleto en Nerito y de Macchia Vomano en Crognaleto.
Posteriormente a partir de 1985 fue Pastor en San Nicolò a Tordino, hasta que años más tarde, el día 22 de abril de 2006 ascendió al episcopado, cuando Su Santidad el Papa Benedicto XVI le nombró como nuevo Obispo de la Diócesis de Termoli-Larino, situada en la Región de Molise.
Al ser nombrado obispo, además de elegir su escudo, escogió la frase: "Ecce Mater tua" - (en latín).
Recibió la consagración episcopal el día 23 de junio de 2006, a manos del Cardenal "Monseñor" Giovanni Battista Re actuando como consagrante principal. Y como co-consagrantes tuvo al también Cardenal "Monseñor" Paolo Romeo y a su predecesor en este cargo "Monseñor" Tommaso Valentinetti.
El 29 de septiembre de 2012, cabe destacar que hizo un total restablecimiento de la nueva estructura en la Curio Diocesana de Termoli-Larino.